# قلعة عرقة
مدينة عرقة مدينة هامة تقع على بعد ثمانية كيلومترات من الشاطئ وتشغل موقعاً استراتيجياً لأنها تتحكم بالطريق بين طرطوس وطرابلس كما كانت عرقة تشكل في القرون الوسطى، مع حلبا والقليعات مثلثاً يحمي طرابلس من غزو يأتي من ناحية حمص". وتبعد عرقة عن طرابلس خمساً وعشرين كيلومتراً إلى الشمال، وثلاثة كيلومترات عن حلبا غرباً.
سقطت بيد الصليبيين سنة 1109 بين آذار ونيسان، بعد ثلاثة أسابيع من الحصار.
و كانت محصنة في كونتية طرابلس، دمرها زلزال،. وهي اليوم ضيعة كبيرة باسم عرقة